# 奇瓦伊

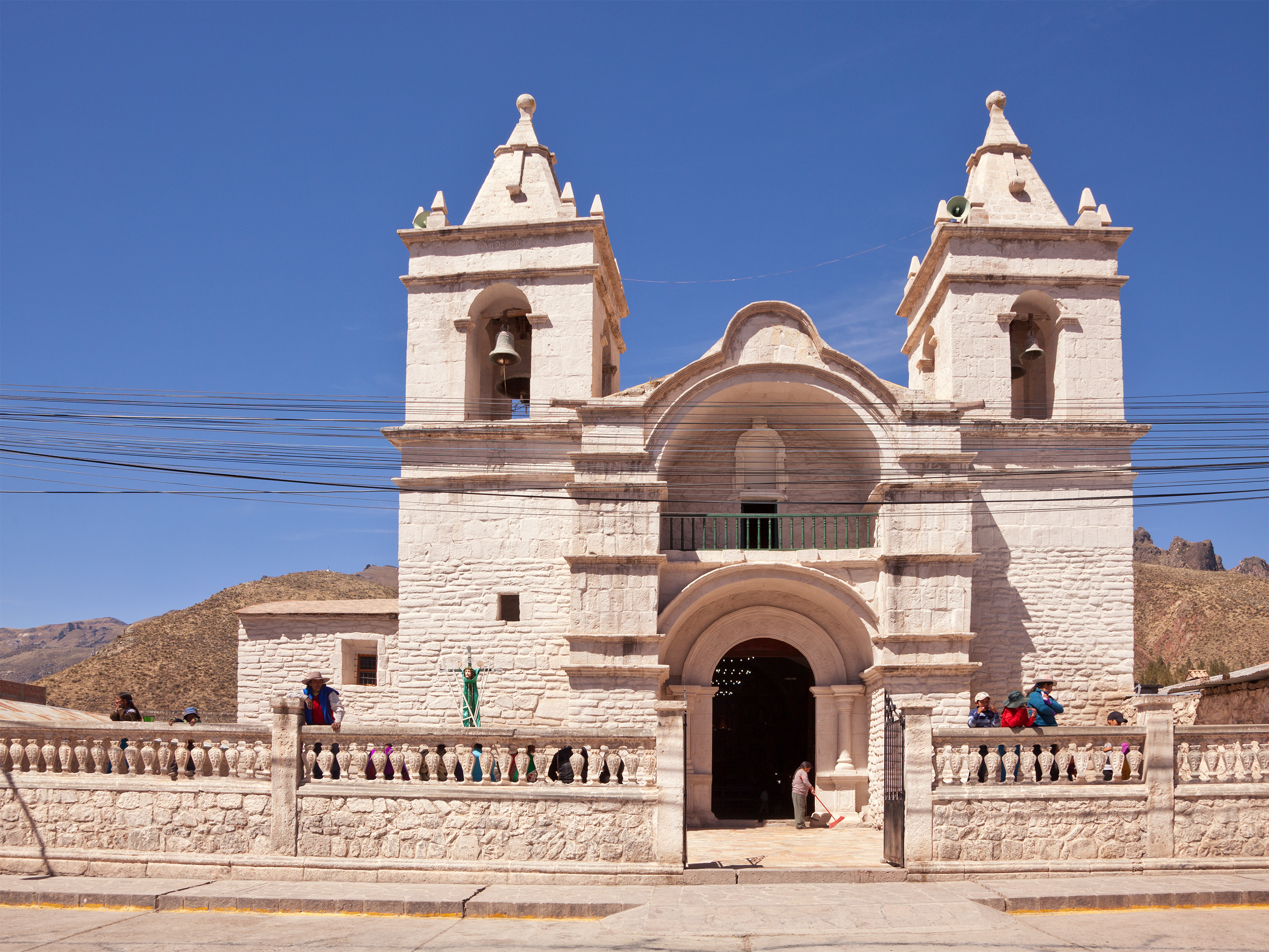

奇瓦伊（西班牙語：Chivay），是秘魯的城鎮，位於該國南部阿雷基帕大區，是卡伊尤馬省的首府，處於安第斯山脈西坡，海拔高度3,635米，該城鎮有溫泉。
15°38′S 71°36′W / 15.633°S 71.600°W